# La casa de las chivas
La casa de las chivas es una obra de teatro de Jaime Salom estrenada en el Teatro Moratín de Barcelona el 22 de marzo de 1968. De su estreno se realizaron 1.343 representaciones, y en toda España se alcanzaron las 7.000.

## Argumento
Ambientada en la Guerra civil española, cinco militares requisan una vivienda propiedad de una familia compuesta por un Padre y sus dos hijas, Petra y Trini, más la madre ausente pero siempre recordada: La Chiva. Las relaciones entre todos los personajes enclaustrados en la casa, enmarcan el desarrollo de la obra, con Petra llegando a ofrecerse sexualmente por mera supervivencia... Hasta la llegada de un último soldado: el reservado Juan. Ambas hermanas quedan prendadas del recién llegado, iniciándose una lucha larvada que acabará con el suicidio de Trini.

## Representaciones destacadas

### Teatro
- Estreno, 1968. Intérpretes: Carlos Ballesteros (Juan), Terele Pávez (Petra), Amparo Baró (Trini), Julián Pérez Ávila (el Padre), Carlos Lucena (Villalba), Manuel Garcio (Guzmán), Enrique Navarro (El Sopla), Antonio Lavilla (El Nene), Estanis González (Mariano).
- Estreno en Madrid, 1969, Teatro Marquina. La obra se mantuvo en la cartelera madrileña durante tres años. Dirección: José María Loperena. Intérpretes: Francisco Valladares (sustituido luego por Ricardo Tundidor y Tony Isbert) (Juan), Terele Pávez (sustituida luego por Lina Canalejas, Queta Claver y Ángela María Torres) (Petra), María José Alfonso (luego sustituida por Fernanda Hurtado y Maite Brik) (Trini), Erasmo Pascual (el Padre), Manuel Torremocha.

### Cine
- La casa de las chivas. España, 1972. Dirección: León Klimovsky. Guion: José Luis Garci y Carlos Pumares. Intérpretes: Simón Andreu (Juan), Charo Soriano (Petra), María Kosty (Trini), Antonio Casas, Ricardo Merino (Mariano), Pedro Mari Sánchez (El Nene).

### Televisión
- Noche de teatro, de TVE, el 25 de mayo de 1978. Dirección y realización: José Antonio Páramo. Intérpretes: Francisco Valladares (Juan), Terele Pávez (Petra), María José Alfonso (Trini), Ismael Merlo, Daniel Dicenta, Pedro Mari Sánchez (El Nene), Manuel Torremocha, Lorenzo Ramírez, Enrique Navarro.
- Primera función, en 1989. Dirección: Sergi Schaaf. Intérpretes: Nicolás Dueñas, Pep Munné, Joan Miralles.

## Premios
- Premio Nacional de Teatro.[cita requerida]